# Hiroshi Moriyasu
Hiroshi Moriyasu (森保 洋 Moriyasu Hiroshi?), född 29 januari 1972 i Nagasaki prefektur, är en japansk före detta fotbollsspelare.
Moriyasu började sin karriär 1990 i Mazda Auto Hiroshima. Efter Mazda Auto Hiroshima spelade han för Seino Transportation och Sagan Tosu. Han avslutade karriären 2000.